# 流線
流線（りゅうせん、英: streamline）とは、ある瞬間における流動の方向を示す曲線（群）のこと。流線上の各点の流動方向は流線の接線方向に一致する。

## 概要
流れ場の中にある曲線について、その線上の各点にて速度ベクトルと曲線の接線とで方向が一致するとき、この曲線を流線という。速度を u = (u , v , w )、流線の線要素をdx = (dx , dy , dz ) と表せば
{\displaystyle {\frac {\mathrm {d} x}{u(\mathbf {x} ,t)}}={\frac {\mathrm {d} y}{v(\mathbf {x} ,t)}}={\frac {\mathrm {d} z}{w(\mathbf {x} ,t)}}}
となる。この定義により、流れ場に対する流線は一意に定まる。
2本以上の流線が1点で交差する事はない。
流線の分岐と合流は u = 0 となるよどみ点でのみ見られる。
定常流では流線は時間によって変化せず、流線と流跡線（時間を追ったときの流れの軌跡）は一致する。よって、定常場では流れの一点からトレーサを注入し続けると（水流に油性インクを注入したり、気流に煙を吹き込んだり）流線を可視化できる。
磁束密度などと異なり、流線の線間隔や線密度には特に決まりが無い。速度や圧力の強度と定量関係はない。ただし流線間隔が狭まるところでは流速が上がり、圧力が下がるといった変化の関係はある。

## 流線型
流線型（流線形）とは、曲線主体で凹凸や角が無いことを示す言葉であり、涙滴形状と同義かもしくはそれよりやや広い範囲で使われる。
流れにさらされたときに剥離や渦といった乱れを生じづらく、一般に抗力が小さいとされる形状である。
流れの方向に対して形状の曲率変化や断面形状および断面積の変化が小さく、凹凸が少ない。
対義語に「ブラフボディ」、「鈍体」などがある。

## 流管
流れの中に任意の閉曲線をとり、線上の各点を通る流線によって作られる曲面を流管（stream tube）と言う。流管を横切る断面において面内速度はゼロである。ひとつの流管の任意位置において通過質量流量は一定、すなわちその流管についての不変量である。

## 流跡線
流体内の任意の1つの流体粒子が時間の経過とともに移動する軌跡を流跡線または流れの道筋（particle path）という。数式で表すと
{\displaystyle {\frac {\mathrm {d} x}{u(\mathbf {x} ,t)}}={\frac {\mathrm {d} y}{v(\mathbf {x} ,t)}}={\frac {\mathrm {d} z}{w(\mathbf {x} ,t)}}=\mathrm {d} t}
である。
流線がオイラー的な観測である一方、流跡線はラグランジュ的な観測といえる。流跡線は各時刻における流線の線要素を時間を追って連ねたものである。流跡線はその粒子ののっている流線すべての包絡線となる。定常流においては流跡線と流線は一致する。一般に、流跡線が曲がっているときには曲線の内側より外側が高圧である（流線曲率の定理）。

## 流脈線
流れの中の固定点を各時刻に通過する全ての流体粒子が時刻t に到達した点を連ねる曲線を流脈線（streak line）という。定常流においては流脈線と流線、流跡線は一致し、この場合は色つき流線とも呼ばれる。